# Tomada de força

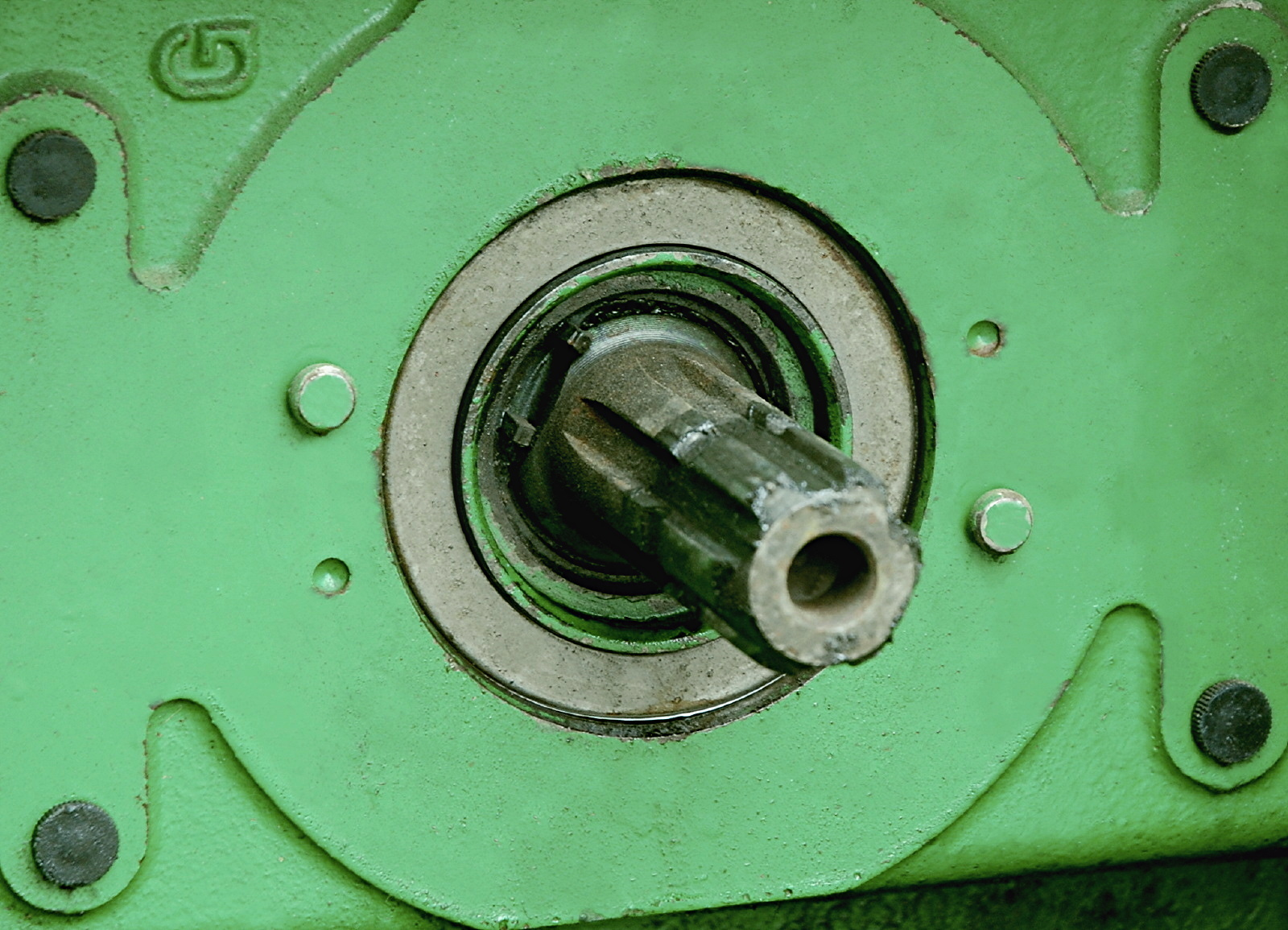
Tomada de força

Tomada de força ou TF, também conhecida internacionalmente pela sigla PTO (do termo na língua inglesa power take-off) é um eixo propulsor, disponível em máquinas agrícolas e maquinário pesado, usado para transferir força mecânica do motor do trator a um implemento agrícola, alfaia ou acessório.

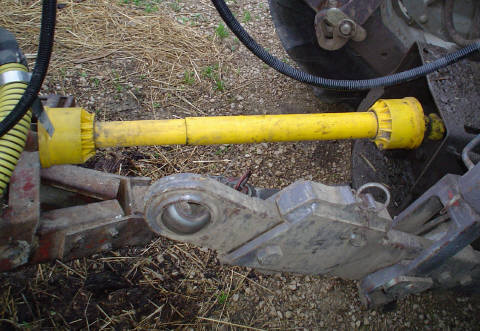
O eixo cardã (em amarelo), ligando a tomada de força ao implemento

Um eixo cardã com cruzetas ou junta homocinéticas costuma ser utilizado para conectar a tomada de força ao implemento, permitindo, por exemplo, que a força do motor acione uma enfardadeira ou um distribuidor de calcário.

## História
A International Harvester, fabricante estadunidense de maquinas agrícolas, foi a primeira empresa a produzir um trator com tomada de força, no modelo 8-16, de 1918, baseada em modelo improvisado feito por um agricultor francês.
A primeira normatização foi emitida em 1927, especificando 540 rpm, no sentido horário, quando visto de fora do trator. Alguns modelos de tomada de força são independentes da embreagem do trator, podendo mesmo variar a rotação.
Existe uma norma internacional, a ISO 500, que normatiza as dimensões, sentido e rotação.

## Segurança
A tomada de força e o eixo cardã frequentemente causam acidentes e ferimentos, principalmente quando a roupa do operador se prende ao eixo, causando inclusive óbitos. Alguns modelos de trator tem uma proteção plástica que cobre o eixo.
Cuidados com a segurança devem ser tomados sempre que a tomada de força estiver em uso.